# ده چناشک
ده چناشک، روستایی است از توابع بخش مرکزی شهرستان مینودشت در استان گلستان ایران و یکی از زیبا ترین روستا های استان گلستان است به همین صورت به ان لقب بهشت کوهسارات را داده اند 
یک  طایفه در روستای ده چناشک زندگی می کنند :
۱-  ده چناشکی ها و این طایفه پرسه سو را تصرف کردند.

## جمعیت
این روستا در دهستان کوهسارات قرار داشته و بر اساس سرشماری سال ۱۳۸۵ جمعیت آن ۶۴۸ نفر (۱۷۶ خانوار)
بوده است.

## زبان
مردم این روستا تات هستند و به زبان تاتی تکلم میکنند.